# Sadí Couture
Sadi Couture – piłkarz urugwajski, pomocnik.
Jako piłkarz klubu Dublin Montevideo był w kadrze reprezentacji Urugwaju podczas turnieju Copa América 1917, gdzie Urugwaj drugi raz z rzędu zdobył tytuł mistrza Ameryki Południowej. Nie zagrał jednak w żadnym spotkaniu.
Couture rozegrał łącznie tylko dwa mecze w reprezentacji Urugwaju – oba w 1918 roku.